# Julián Vergara
Julián Vergara Medrano, né le 13 septembre 1913 à Olite (Navarre, Espagne) et mort le 8 septembre 1987, est un footballeur espagnol qui jouait au poste d'attaquant.

## Biographie
Julián Vergara débute dans deux clubs de sa localité natale : Acero et Erriberri. Il débute avec Osasuna à l'âge de 19 ans, le 13 novembre 1932, en deuxième division. Il marque 34 buts lors de sa première saison.
Avec Osasuna, il monte en première division en 1935, mais le club est relégué dès la saison suivante. Il est malgré tout le meilleur buteur de l'équipe avec 20 buts en 21 matchs.
La Guerre civile espagnole éclate en juillet 1936 mettant entre parenthèses la carrière sportive de Vergara. Après la guerre, il est recruté par le FC Barcelone en 1940 pour un montant de 80 000 pesetas. Avec le Barça, il joue 13 matchs et marque 9 buts en championnat.